# Adorazione dei Magi Tornabuoni
L'Adorazione dei Magi Tornabuoni è un tondo dipinto a tempera su tavola (diametro 172 cm) di Domenico Ghirlandaio, datato 1487 e conservato nella Galleria degli Uffizi a Firenze.

## Storia
Il dipinto venne forse commissionato dai Tornabuoni mentre il pittore era impegnato alla decorazione a fresco della loro cappella e, a giudicare dal formato, era destinato a decorare un ambiente interno del loro palazzo. Tale menzione risalirebbe a Vasari, anche se secondo Milanesi l'opera in questione finì a palazzo Pandolfini e quindi in Inghilterra.
L'opera è nelle Gallerie fiorentine dal 1780, si ignora la sua collocazione antecedente. ne esiste una copia di Benedetto Ghirlandaio conservata a Palazzo Pitti (Inv. Palatina n. 358).

## Descrizione e stile
Come nella coeva Adorazione dei Magi degli Innocenti, Ghirlandaio tenne a mente nella creazione dell'opera sia l'esempio di Sandro Botticelli (Adorazione di Santa Maria Novella, 1475 circa), che di Leonardo da Vinci (Adorazione degli Uffizi, 1481-1482). Quest'ultimo in particolare ispirò la disposizione circolare dei personaggi che gira dietro la Sacra Famiglia, lasciando uno spazio circolare vuoto al centro ideale della scena. Il gruppo della Madonna col bambino è impostato secondo uno schema piramidale, che ha ai vertici inferiore i due Magi inginocchiati; uno di essi è proiettato verso lo spettatore secondo un'avanzata composizione spaziale e si sta girando verso lo spettatore quasi come a voler attirare la sua attenzione.
Maria, seduta sopra una specie di piedistallo classicheggiante, si piega verso il re porgendogli il figlio, che ricambia il gesto con un segno di benedizione. Dietro il re anziano aspetta il suo turno quello più giovane (i Magi sono sempre rappresentati come le tre età dell'uomo, gioventù, maturità e vecchiaia). Staccato è san Giuseppe sulla sinistra, la cui lontananza indica il suo ruolo esclusivamente di vegliante e protettore di Gesù e Maria. A sinistra si dispiega una parte del corteo con un servitore di colore che sta togliendo la corona al giovane Magio e due nobiluomini, forse contemporanei di Ghirlandaio, abbigliati con cura. Più dietro si vedono un gruppo di cavalli e di soldati, con le armature trattate come un lucido specchio secondo una tecnica sviluppata da Ghirlandaio e ampiamente lodata da Vasari. A destra invece si vedono due nobiluomini inginocchiati puntualmente individuati nei tratti fisiognomici, in tutta probabilità i committenti dell'opera. Seguono altri giovani, dai tratti più sbrigativi, e il resto del corteo.
In primo piano si trova il consueto omaggio di Ghirlandaio all'arte fiamminga, con una piccola natura morta su un prato fiorito minuziosamente descritto; vi si vedono una grossa borraccia e un sacchetto di tela ruvida, analiticamente descritti nelle peculiarità dei materiali.
Sullo sfondo si vede la capannuccia ricavata in un ampio porticato decorato all'antica e in rovina: esso simboleggia, come di consueto, il declino della religione pagana da cui nacque il Cristianesimo. Allineati dietro Maria si vedono una fila di cavalli, sapientemente scorciati, il bue e l'asinello. Sulla montagna a destra, in lontananza un angelo sta dando l'annuncio ai pastori. Infine al centro si apre un piacevole paesaggio con un porto affacciato sul mare e montagne che sfumano delicatamente in lontananza per effetto della foschia.